# Ischalea
Ischalea là một chi nhện trong họ Stiphidiidae.